# Ray Amm
Ray Amm (Salisbury, 10 de diciembre de 1927-Imola, 15 de abril de 1955) fue un piloto de motociclismo zimbawés que compitió en el Campeonato del Mundo de Motociclismo desde 1951 hasta su muerte en 1954.

## Carrera
Su carrera motociclística comenzó al final de la Segunda Guerra Mundial al participar en carreras tanto en su país como en Sudáfrica. Los buenos resultados le permitieron promocionarse en Europa, donde fue fichado como piloto oficial de Norton en 1951. Empezó a participar en el Mundial aunque no consiguió puntuar en ninguna de las pruebas.
Su progresión vino en los siguientes años. Ya en 1952 consiguió cuatro podios entre 500 y 350cc y quedó tercero en la esta última cilindrada, el año siguiente consiguió sus dos primeras victorias (en las carreras Senior y Junior del TT Isla de Man y repitió el tercer puesto en la general de 350cc y en 1954 aun mejoró sus resultados al quedar subcampeón tanto en la general de 500 como en la de 350cc con tres victorias más en Grandes Premios.
Con estos resultados, Amm siendo un piloto muy cotizado en el mercado y acabó fichando por MV Agusta. El debut de Amm con MV Agusta fue una carrera en el Autodromo Enzo e Dino Ferrari en Imola. Pilotando la cuatro cilindros de MV Agusta en la Coppa d'Oro Shell, Amm perdió el control en Rivazza persiguiendo a Ken Kavanagh y se estrelló. Amm murió productor de sus heridas camino del hospital.

## Estadísticas
Sistema de puntuación 1950 hasta 1968
| Posición | 1 | 2 | 3 | 4 | 5 | 6 |
| Puntos   | 8 | 6 | 4 | 3 | 2 | 1 |

Los 5 mejores resultados se contaban hasta 1955.
(Carreras en italics indican vuelta rápida)
| Año  | Clase  | Equipo | 1     | 2       | 3       | 4       | 5       | 6      | 7       | 8      | 9     | Pts | Pos  |
| ---- | ------ | ------ | ----- | ------- | ------- | ------- | ------- | ------ | ------- | ------ | ----- | --- | ---- |
| 1951 | 350 cc | Norton | ESP - | SUI -   | IOM 9   | BEL 13  | NED Ret | FRA 9  | ULS -   | NAT 10 |       | 0   | -    |
| 1951 | 500 cc | Norton | ESP - | SUI -   | IOM 28  | BEL 11  | NED 11  | FRA 12 | ULS -   | NAT 12 |       | 0   | -    |
| 1952 | 350 cc | Norton | SUI 6 | IOM Ret | NED 2   | BEL 2   | GER DNS | ULS -  | NAT 1   |        |       | 21  | 3.º  |
| 1952 | 500 cc | Norton | SUI 6 | IOM 3   | NED Ret | BEL 3   | GER -   | ULS -  | NAT Ret | ESP 8  |       | 9   | 10.º |
| 1953 | 350 cc | Norton | IOM 1 | NED 2   | BEL 3   |         | FRA Ret | ULS -  | SUI -   | NAT -  | ESP - | 18  | 3.º  |
| 1953 | 500 cc | Norton | IOM 1 | NED Ret | BEL 2   |         | FRA -   | ULS -  | SUI -   | NAT -  | ESP - | 14  | 5.º  |
| 1954 | 350 cc | Norton | FRA - | IOM Ret | ULS 1   | BEL Ret | NED -   | GER 1  | SUI 3   | NAT 5  | ESP - | 22  | 2.º  |
| 1954 | 500 cc | Norton | FRA - | IOM 1   |         | BEL Ret | NED Ret | GER 2  | SUI 2   | NAT 7  | ESP - | 20  | 2.º  |